# Cinangsi (Cikalongkulon)
Cinangsi is een bestuurslaag in het regentschap Cianjur van de provincie West-Java, Indonesië. Cinangsi telt 6373 inwoners (volkstelling 2010).